# Olutanga
Olutanga (Bayan ng Olutanga) är en kommun i Filippinerna. Kommunen ligger på ön Mindanao, och tillhör provinsen Zamboanga Sibugay. Folkmängden uppgår till 22 624 invånare.

## Barangayer
Olutanga är indelat i 19 barangayer.
| - Bateria - Calais (Kalines) - Esperanza - Fama - Galas - Gandaan - Kahayagan - Looc Sapi - Matim - Noque | - Pulo Laum - Pulo Mabao - San Isidro - San Jose - Santa Maria - Solar (Pob.) - Tambanan - Villacorte - Villagonzalo |